# Союз 7К-ВИ
Сою́з 7К-ВИ (индекс 11Ф73, программа «Звезда́») — советский специальный многоместный военно-исследовательский пилотируемый космический корабль. Проект разрабатывался в 1965—1967 годах в Куйбышевском филиале № 3 ЦКБЭМ (сегодня «ЦСКБ-Прогресс») в рамках программы по созданию военных модификаций комплекса «Союз».

## История проекта

### Предпосылки
Предыстория создания пилотируемого космического корабля «Звезда» берёт начало 24 декабря 1962 года, когда главный конструктор ОКБ-1 Сергей Павлович Королёв подписал эскизный проект космического комплекса «Союз», который и послужил впоследствии основой для будущего проекта военно-исследовательского корабля «7К-ВИ».
Программа «Союз» стала продолжением закрытого проекта «Север», в рамках которой разрабатывался пилотируемый космический корабль «7K». На корабле «Север» планировалось отработать системы маневрирования, сближения, стыковки, а также систему аэродинамического спуска космического аппарата. Следует заметить, что внешний вид корабля «7K» уже тогда был близок к будущим «Союзам».
На ранних этапах (1961 год) в рамках миссии по облёту Луны и возвращения космонавтов на Землю планировалось использовать модернизированный корабль серии ЗКА «Восток» и три разгонных ракетных блока.
Но к декабрю 1962 года «Союз» подвергся серьёзным изменениям. В Эскизном проекте, подписанном Королёвым, комплекс «Союз» должен был состоять из модифицированного пилотируемого космического корабля «7K» проекта «Север», ракетного разгонного блока «9K» и группы кораблей-танкеров «11K».
Комплекс должен был выводиться на околоземную орбиту ракетой-носителем 11А511 (семейства Р-7). Согласно сценарию миссии, первым должен был запускаться разгонный блок «9K», впоследствии к нему по очереди должны были бы пристыковаться 3-4 танкера «11K», которые бы заправили разгонный блок 22 тоннами топлива. Последним стартовал бы пилотируемый корабль «7K» с космонавтами на борту. После стыковки «7K» с разгонным блоком «9K» последовало бы отделение блока орбитального маневрирования и запуск двигателей блока «9K». В таком состоянии связка 7К-9К должна была бы отправиться в миссию по облёту Луны.
Обеспечить данный, довольно сложный на тот момент, проект необходимым финансированием, предоставляя только перспективы облёта Луны, в те годы было довольно сложно.
Королёв предложил задействовать бюджет Министерства обороны путём создания на базе корабля «7K» двух военных модификаций: орбитального корабля-перехватчика «Союз-П» и корабля космической разведки «Союз-Р».
Данная идея была поддержана военным ведомством. Впоследствии Сергей Павлович Королёв занялся разработкой основного корабля комплекса «Союз», а разработку военных модификаций «Союза» было решено передать в филиал № 3 ОКБ-1 Куйбышевского завода «Прогресс» под руководство конструктора Дмитрия Ильича Козлова.
Следует также заметить, что филиал № 3 с 1961 года уже готовил техническую документацию для серийного выпуска спутников-фоторазведчиков 11Ф61 «Зенит-2» в рамках темы «Восток».
В стенах ОКБ-1, на базе «7K», в 1965 году был создан 11Ф615 «7К-ОК» — многоцелевой трёхместный орбитальный корабль с солнечными батареями, предназначенный для отработки операций маневрирования и стыковки на околоземной орбите. Впоследствии в рамках данного проекта было изготовлено и запущено 8 беспилотных и 8 пилотируемых орбитальных кораблей. После проведения успешных орбитальных испытаний предполагалось использовать корабли «7К-ОК» в рамках советской лунной программы, однако эти полёты были отменены, а уже созданные корабли были разобраны.
Корабль стал основой для создания пилотируемых и беспилотных кораблей нереализованных советских лунных программ (Зонд, 7K-Л1, Л3).
Проектами военных модификаций корабля «Союз» в будущем стали корабли: «Союз-П» (7К-П) (11Ф71), «Союз-ППК» (11Ф71), «Союз-Р» (7К-Р) и «Союз 7К-ВИ»—"Звезда" (11Ф73), в том числе «Союз 7К-ОБ-ВИ» (11Ф731), «Союз-ВИ/ОИС».

### Первые проекты военных «Союзов»
КБ Козлова начинает активно работать по военным проектам комплекса «Союз» в 1963 году.
В рамках проекта «Союз-Р» в 1963 году было предложено создать небольшую орбитальную станцию 11Ф71 с аппаратурой для фото- и радиоразведки. Базой для этой станции должен был послужить приборно-агрегатный отсек корабля «7К», а вместо спускаемого аппарата(СА) и бытового отсека в 11Ф71 было предложено разместить отсек целевой аппаратуры.
В будущем по такому же принципу в ЦКБЭМ проектировались модули Многоцелевого орбитального комплекса «19K», из которых лишь автономный модуль 19KA30 «Гамма» дошёл до стадии лётно-конструкторских испытаний.
«Союз-Р» получил одобрение Министерства обороны и был даже включён в пятилетний план космической разведки (1964-69 гг.). Приказ об этом был подписан министром обороны маршалом Р. Я. Малиновским 18 июня 1964 года. Кроме «Союза-Р», в плане фигурировали автоматические спутники «Зенит», «Море-1» (серии УС), орбитальный самолёт «Спираль» и другие.
В 1964 году на базе модифицированного корабля «7К-ОК» было предложено создать пилотируемый орбитальный инспектор «Союз-П» и боевую модификацию «Союз-ППК» с 8-ю мини-ракетами на борту.
В 1964-65 годах в Филиале № 3 также ведутся работы по созданию новой ракеты-носителя 11А514.
Работы над кораблем-перехватчиком «Союз 7К-ППК» и ракетой 11А514 для него в 1965 году были прекращены в связи с выходом на орбиту прототипов будущих автоматических спутников-перехватчиков Полёт-1 и Полёт-2 разработки ОКБ-52 под руководством В. Н. Челомея.
Для доставки на станцию 11Ф71 двух космонавтов в КБ Козлова разрабатывался транспортный корабль обслуживания 11Ф72 «7К-ТК». Это был корабль «7К», снабжённый системой сближения, стыковки и перехода на станцию через внутренний люк без использования скафандров. В ОКБ-1 работы над такой модификацией «Союза» начались лишь пять лет спустя — в 1968 году. В качестве носителя для транспортного корабля «7К-ТК» была предложена ракета 11А511, создаваемая для комплекса «Союз».
На расширенном научно-техническом совете Филиала № 3 с участием смежных организаций, Академии наук СССР, воинских частей и Министерства общего машиностроения была проведена защита аван-проекта по комплексу «Союз-Р» — орбитальной станции 11Ф71 и транспортному кораблю обслуживания 11Ф72. Началась разработка эскизного проекта «Союза-Р».
Дмитрий Козлов наладил отношения с Центром подготовки космонавтов, где проходили подготовку к полёту будущие пилоты «Союза-Р».
Однако реализовать проект «Союз-Р» Дмитрию Ильичу Козлову не удалось.
В 1964 году был проведён конкурс по выбору проекта космического проекта. В результате был выбран представленный ранее проект ОКБ-52 по созданию пилотируемой станции «Алмаз». «Алмаз» унаследовал индекс 11Ф71 от орбитального блока «Союза-Р». Все наработки куйбышевского филиала по разведывательной орбитальной станции были переданы в ОКБ-52 (г. Реутов).

### Расширение военно-исследовательских программ
Толчком для ускорения работ по разработки военных «Союзов» стал факт расширения военных программ Министерством обороны США по созданию пилотируемой орбитальной лаборатории MOL.
Последней каплей в решении вопросов о расширении военных исследований на орбите на борту пилотируемых аппаратов, стал полёт американского корабля «Gemini-4» в начале июня 1965 года. Его экипаж проводил несколько военно-прикладных экспериментов: фотографировал земную поверхность, наблюдал запуски баллистических ракет, отрабатывал сближение в космосе, имитируя инспекцию чужих спутников.
В первых числах августа 1965 года председатель военно-промышленной комиссии Совета Министров СССР Леонид Васильевич Смирнов подписал распоряжение о немедленном начале военных исследований на кораблях комплекса «Восход» и начале строительства специального корабля на базе «Союза 7К-ОК». Новый корабль должен был выполнять следующие задания:
- Визуальная, фото и радиоразведка;
- Инспекция ИСЗ;
- Возможность подавления атаки противника;
- Отработка сценариев раннего предупреждения о ракетно-ядерных атаках;

Работы по станции «Алмаз» были тогда лишь на начальном этапе (первый полёт этой станции планировался на 1968 год). Поэтому было предложено сделать небольшой военно-исследовательский корабль, который можно было бы запустить в ближайшем будущем.
24 августа 1965 года ЦК КПСС и Совет министров СССР приняли постановление о расширении военных исследований в космосе.

### Начало работ по 7К-ВИ
В 1965 году Куйбышевский филиал № 3 ЦКБЭМ (ныне — самарское «ЦСКБ-Прогресс») под руководством Д. И. Козлова начал проектные работы по созданию военно-исследовательского корабля 7К-ВИ (11Ф73 «Звезда»). В проекте 7К-ВИ за основу была принята конструкция 7К-ОК, но начинка и система управления сильно отличались.
7 июля 1966 года приказом Министра общего машиностроения C. А. Афанасьева № 296сс Филиал № 3 был определён головным разработчиком по военно-исследовательскому кораблю. Его планировали разработать, используя Королёвский 11Ф615 «7К-ОК». В КБ Дмитрия Ильича Козлова корабль получил конструкторское обозначение «7К-ВИ». Ещё до принятия Постановления от 24 августа 1965 года в Куйбышеве успели выпустить исходные данные и эскизный проект по кораблю «7К-ВИ» и ракете-носителю 11А511 для него.
Весной 1966 года в Филиале № 3 вместе с отработкой новой серии КА «Зенит» началась разработка нового КА «7К-ВИ».
Также в процессе работы над новым кораблём стала рассматриваться возможность использования БЦВМ в системе управления кораблём. на тот момент сотрудники Филиала № 3 не имели опыта разработки систем с использование БЦВМ, поэтому было принято решение обратиться за помощью в НИИМП. Представители НИИМП во главе с А. Меркуловым были направлены в Филиал № 3 для передачи материалов по проекту созданию БЦВМ «Салют-3». Результатом такого сотрудничества стало техническое задание по созданию нового БЦВМ для корабля «7К-ВИ». Созданием нового БЦВМ занималось также НИИМП.
В августе 1966 года заместитель главного конструктора Филиала № 3 А. М. Солдатенков обратился к заместителю начальника комплекса ОКБ-1 Борису Викторовичу Раушенбаху и в копии к главному инженеру НИИМП Б. Ф. Высоцкому со следующим письмом:

«В соответствии с предварительной договоренностью направляю Вам ТЗ на разработку и изготовление бортовой вычислительной системы навигационного комплекса корабля (11Ф732).
В связи со сжатыми сроками проектирования и изготовления 7К-ВИ и идентичностью принципов построения и назначения бортовых вычислителей, разрабатываемых применительно к комплексу Н1-Л3 и 7К-ВИ, НИИМП просит рассмотреть вопрос о возможности разработки единых требований к бортовым вычислителям указанных комплексов в части структуры и принципов связи с внешними устройствами в сроки до 10.09. с.г.
Нам кажется целесообразным проведение 3-стороннего обсуждения указанных требований в Вашей организации. Прошу сообщить срок. Приложение ТЗ на 15 листах.»
— Герман Носкин «Первые БЦВМ космического применения» 
В конце ноября 1966 года главный конструктор Филиала № 3 Д. И. Козлов направляет Б. Е. Чертоку следующее письмо:

«Технические требования к БЦВМ 11Ф73 полностью соответствуют требованиям к БЦВМ комплекса Л3, изложенным в ТЗ на БЦВМ Л3.
В связи с этим и в соответствии с договоренностью ОКБ-1 и НИИМП прошу выслать в наш адрес экземпляр упомянутого ТЗ для оформления подписей от филиала ОКБ-1 и снять копии.»— Герман Носкин «Первые БЦВМ космического применения»
Окончательное ТЗ нового БЦВМ было утверждено 3 ноября 1966 года. Но НИИМП, увязнув в работах по первому этапу лунной программы, а далее по орбитальным станциям, вынуждено было передать все дальнейшие разработки по проектированию и модернизации БЦВМ «Салют-3» в Филиал № 3, а также на коллектив Харьковского производственного объединения «Монолит», на котором было налажено серийное производство БЦВМ «Салют-3», модернизированной БЦВМ «Салют-ЗМ» и БЦВМ «Салют-5».
28 декабря 1966 года решением Комиссии Президиума Совета Министров СССР по военно-промышленным вопросам № 305 первоочередной задачей Филиала № 3 на 1967 год по созданию космических аппаратов нового типа было принято считать работы по созданию военно-исследовательского корабля 11Ф73 — «Звезда».
C 1968 по 1970 год происходило активное сотрудничество в сфере унификации аппаратуры систем управления движением(СУД) и систем автономной навигации для кораблей «Союз-ВИ» и нового корабля 11Ф732 разработки ОКБ-1.
Согласно протоколу, утверждённому В. О. Чертоком и Д. И, Козловым в октябре 1968 года, было принято решение об унификации также и ряда датчиков в системе управления движением ручек управления.

## Первый вариант корабля 7К-ВИ
Опыт работы над кораблями «Союз-П», «Союз-ППК», «Союз-Р» и «Союз-ВИ/ОИС» позволил оперативно решать все проблемы, что возникали перед конструкторским коллективом.
Сначала «7К-ВИ» практически не отличался от своего прототипа «7К-ОК».
Он состоял из тех отсеков и в той же последовательности, что и «Союз»: нижнего — приборно-агрегатного отсека, где стоял двигатель, баки с топливом, служебные системы; среднего — спускаемого аппарата для возвращения на Землю космонавтов; верхнего — орбитального отсека, в котором должна была располагаться аппаратура для военных исследований.
Но в конце 1966 года Дмитрий Ильич Козлов отдал приказ полностью пересмотреть проект.
Причинами таких радикальных мер послужили два подряд неудачных запуска корабля «7К-ОК». В ноябре 1966 года по причине многочисленных отказов орбитальная станция была подорвана, а 14 декабря 1966 года во время запуска второго аппарата произошёл взрыв ракеты-носителя, в результате которого погиб человек. Данные запуски показали массу недостатков данного комплекса.

## Многофункциональный военно-исследовательский корабль «Звезда»

### Особенности конструкции

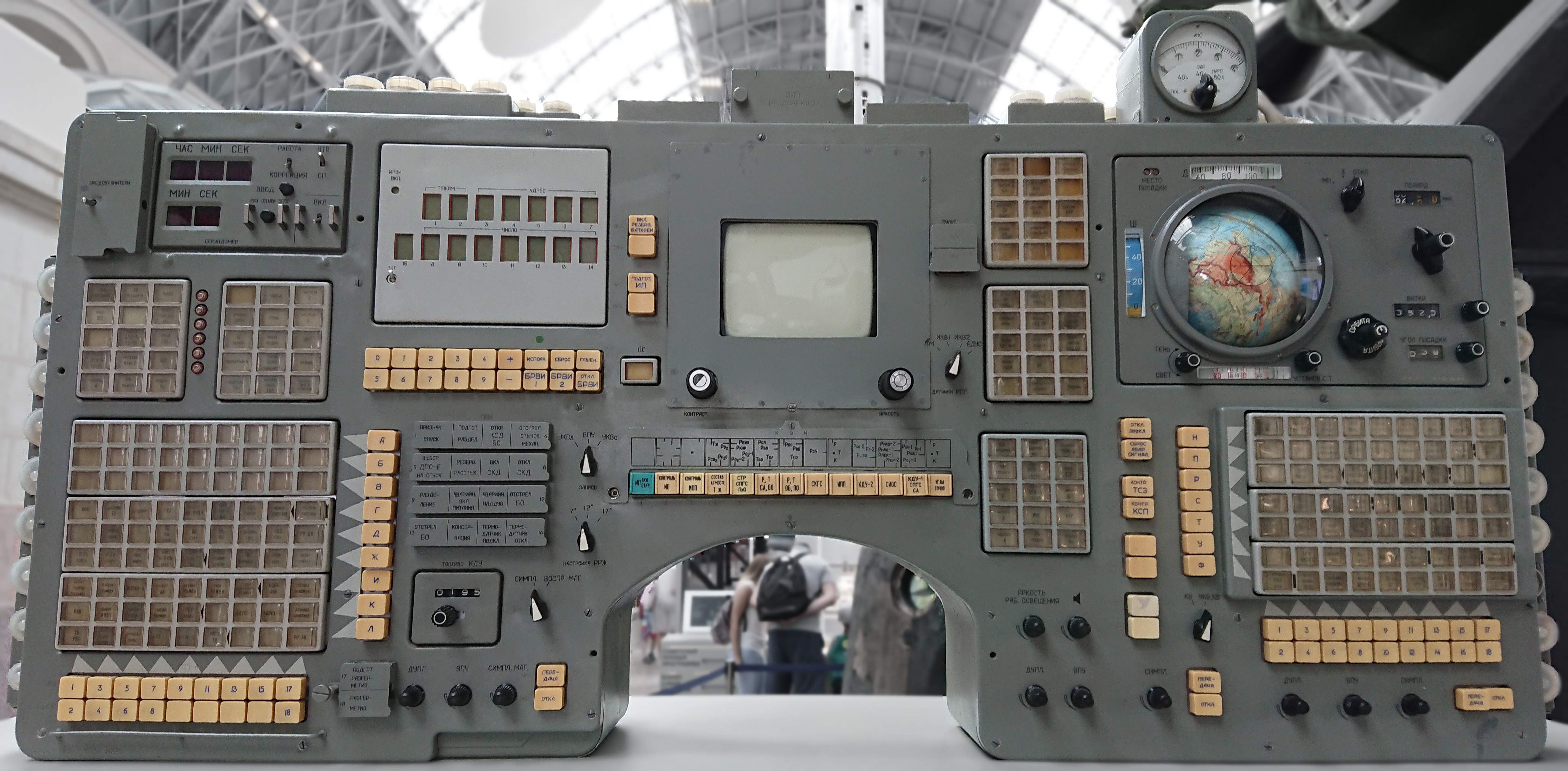
Пульт космонавта космического корабля «Союз 7К-ВИ» 11К732

Чтобы не унаследовать недостатки «Союза», конструкция «7К-ВИ» была полностью пересмотрена. В первом квартале 1967 года были выпущены новые исходные данные на разработку технической документации. Новый корабль должен был весить 6.7 тонны. Длительность автономного орбитального полёта была определена в один месяц.
В новом варианте корабля «7К-ВИ» спускаемый аппарат и орбитальный отсек поменялись местами. Теперь сверху размещалась капсула с космонавтами. Под их креслами был люк, ведущий вниз, в цилиндрический орбитальный отсек, который стал больше, чем на кораблях «Союза». Экипаж корабля состоял из 2 человек. Ложементы располагались в спускаемом аппарате таким образом, что космонавты сидели рядом, но навстречу друг другу. Это позволяло разместить пульты управления на всех стенках СА.
В орбитальном отсеке «7К-ВИ» должно было располагаться оборудование и приборы для военных исследований. На боковом иллюминаторе стоял главный прибор корабля — оптический визир ОСК-4 с фотоаппаратом. Космонавт, усевшийся за визир в специальное седло, напоминал велосипедиста. Он мог наблюдать за земной поверхностью, а нужные места фотографировать.
Кроме того, на иллюминатор можно было установить модуль инфракрасной аппаратуры «Свинец» для наблюдения за запусками баллистических ракет. На внешней поверхности орбитального отсека на длинной штанге устанавливался пеленгатор для обнаружения приближающихся спутников-перехватчиков и для ведения радиотехнической разведки.
Другим новшеством корабля «Звезда» стал люк для перехода в орбитальный отсек, расположенный в днище спускаемого аппарата. Ведь днище снаружи закрывалось термостойким экраном для защиты СА от огромных температур, возникающих из-за торможения в атмосфере при посадке на Землю. Испытания в Филиале № 3 показали, что такой люк не несёт угрозы жизни экипажу, может спокойно выдержать участок посадки и не прогореть по шву.
В январе 1967 года во время второго беспилотного испытательного полёта корабля «7К-ОК» под названием «Космос-140» в его днище из-за нарушения технологии крепления одной из заглушек случилось возгорание огнеупорного экрана и нижнего днища. Аппарат приводнился в Аральском море и вскоре затонул.

### Ракета-носитель
Для запуска «Звезды» ракета 11А511 уже не подходила по грузоподъёмности. Чтобы вписаться в массу 6.3 тонны, которая была тогда пределом для этого носителя, конструкторы предложили сократить экипаж «7К-ВИ» до одного человека. Однако этому воспротивились военные.
Задачи, которые ставились перед кораблём, один пилот решить не смог бы. Второй космонавт без скафандра, но с креслом и запасами системы жизнеобеспечения весил ещё 400 кг. Потому в КБ Дмитрия Ильича Козлова разработали новую модификацию ракеты 11А511, названную 11А511М «Союз-М».

### Вооружение
Сверху на СА была установлена небольшая скорострельная авиационная пушка разработки конструкторов А. Э. Нудельмана и А. А. Рихтера НР-23. Она была приспособлена для стрельбы в вакууме и предназначалась для защиты военно-исследовательского корабля от вражеских кораблей-инспекторов и спутников-перехватчиков. Наводить пушку можно было управляя всем кораблём. Для прицеливания в СА имелся специальный визир.
Для отработки навыков ручной наводки и стрельбы орудия, а также для изучения действия отдачи на положения корабля конструкторы Филиала № 3 в 1967 году построили специальный динамический стенд. Его основой была платформа на воздушной подушке. На неё ставили макет спускаемого аппарата «7К-ВИ» с оптическим визиром, средствами управления и креслами космонавтов и производили испытания.
Стенд развеял все опасения и сомнения: ручное управление работало идеально, космонавт с небольшими затратами топлива мог наводить корабль по визиру на любые цели, пушка не сильно влияла на ориентацию корабля, которую космонавт мог быстро исправить.